# 4597 Consolmagno
4597 Consolmagno è un asteroide della fascia principale del diametro medio di circa 17,6 km. Scoperto nel 1983, presenta un'orbita caratterizzata da un semiasse maggiore pari a 2,6082048 UA e da un'eccentricità di 0,1225389, inclinata di 4,87644° rispetto all'eclittica. Ha un diametro di 15,634 km.
Conosciuto anche come "Little Guy", è dedicato all'astronomo Guy J. Consolmagno S.J..